# Eriocaulon taeniophyllum
Eriocaulon taeniophyllum är en gräsväxtart som beskrevs av Sylvia Mabel Phillips. Eriocaulon taeniophyllum ingår i släktet Eriocaulon och familjen Eriocaulaceae.
Artens utbredningsområde är Zambia. Inga underarter finns listade i Catalogue of Life.